# Chiesa di San Pietro Apostolo (Scanzorosciate, piazza monsignor Giuseppe Radici)
La chiesa di San Pietro Apostolo è il principale luogo di culto cattolico di Scanzo frazione di Scanzorosciate in provincia e diocesi di Bergamo. Fa parte del vicariato di Scanzo-Seriate.

## Storia
Sul territorio di Scanzo vi era già dal IX secolo una chiesa più antica intitolata a san Pietro. Ritenendola forse non più sufficiente, nel Novecento fu edificato un nuovo edificio di culto su progetto di Dante Fornoni, con il medesimo santo titolare.
Il vescovo di Bergamo, Adriano Bernareggi, l'8 ottobre 1938 consacrò la nuova chiesa con l'intitolazione al santo apostolo facendone dono delle reliquie che furono sigillate nella nuova mensa d'altare, erigendola canonicamente autonoma a parrocchiale con il passaggio dall'antica chiesa che ne divenne sussidiaria.
Le parti interne alla navata furono completate sono successivamente. La zona presbiteriale venne delimitata dalla balaustra in marmo arabescato orobico nel 1943, e l'anno successivo, il 22 aprile, il vescovo Bernareggi consacrò l'altare intitolato a san Giuseppe, e il 29 giugno 1946 quello dedicato alla Madonna del Santo Rosario.
Nel 1967 per l'adeguamento liturgico fu posto il nuovo altare in marmo policromo rivolto verso i fedeli, realizzato da Carlo Comana con il recupero dei marmi dell'antica balaustra. I restauro della zona del presbiterio con i nuovi decori realizzati dagli artisti Candido Baggi ed Ernesto Mazzola con l'ausilio di Trento Longaretti.
Seguirono lavori di mantenimento e ammodernamento negli ultimi anni del Novecento. La chiesa con decreto del 27 maggio 1979 del vescovo di Bergamo Giulio Oggioni fu inserita nel vicariato foraneo di Scanzo-Seriate.

## Descrizione

### Esterno
L'edificio di culto, a pianta rettangolare, è anticipato dall'ampio sagrato con pavimentazione in bolognini di porfido con intersezioni in pietra chiara a creare un disegno geometrico. Il fronte principale è rivestito in cotto con tetto a capanna a due falde con gronda rivestita in ceppo di Poltragno, mentre a una sola falda sono le due sezioni laterali. La facciata presenta tre ingressi, di cui quello centrale più ampio completo di contorno in ceppo che regge l'architrave, dove ci è la scritta Ecce Homo e la lunetta inserita in uno sfondato con contorno sempre in ceppo con la scritta sul contorno. I due ingressi minori hanno le medesime caratteristiche, ma in maniera ridotta, e due sculture raffiguranti il pesce simbolo dell'eucaristia sono poste sull'architrave. La facciata termina con la grande croce.

### Interno
L'interno è a unica navata divisa da grandi archi in tre campate di cui la prima ha volta a botte, quella centrale ha la grande volta a tazza circolare. Nella prima campata a sinistra si conserva la statua del Cristo morto e corrispondente a destra il confessionale ligneo. Nella seconda vi è l'altare dedicato al Transito di san Giuseppe e corrispondente a destra quello dedicato alla Madonna del Santo Rosario. L'organo a canne è collocato nella terza campata a sinistra e corrispondente a destra vi è l'altare proveniente dall'antico edificio. L'aula prende luce dalle tre aperture per lato lunettate poste tra gli arconi.
La zona presbiteriale a pianta rettangolare e anticipata dall'arco trionfale che presenta il dipinto dell'Annunciazione e decori di Trento Longaretti, e rialzata da tre gradini è di misura inferiore rispetto all'aula. La parte ha volta a botte e termina con il coro absidato coperto da catino completo delle vetrate istoriate opera della ditta Terragni che danno luce alla zona.